# Взрыв в поезде «Юность» (1997)
Взрыв в поезде «Москва — Санкт-Петербург» 27 июня 1997 года — взрыв самодельного безоболочного взрывного устройства мощностью около 200—400 граммов в тротиловом эквиваленте, сработавшего в туалете, расположенном со стороны нерабочего тамбура.
В составе поезда находилось 17 вагонов с 1156 пассажирами. Взрыв произошёл в 13-м вагоне поезда по версии следствия по причине неосторожного обращения со взрывным устройством уроженцем Дагестана 24-летним Гаджи Магомедом Халиловым в тот момент, когда он пытался установить его в технологический люк под потолком вагона.
В результате взрыва погибло 5 человек, включая самого Халилова. Ещё 13 пассажиров, сидевшие в трёх ближайших рядах от места взрыва, получили ранения различной степени тяжести.
Отработка следствием возможных связей Халилова с потенциальными организаторами не дала положительных результатов.